# Низар Кабани
Низар Кабани (на арабски: نزار توفيق قباني) е сирийски поет.
Роден е в град Дамаск, Сирия (тогава в Османската империя) през 1923 г.
Първата му стихосбирка излиза през 1942 г. Творчеството на Кабани е свързано главвно с 2 теми – любовната страст и критика на социалния и политическия живот.
Умира през 1998 година в Лондон, Великобритания. Погребан е в Дамаск.

## Стихосбирки
- „Рисуване с думи“ (1966)
- „Книга за любовта“ (1970)
- „Позиви върху стената на поражението“ (1967)
- „Стихотворения, предизвикващи гняв“ (1986)
- „Лицемеристан“ (1990)